# Himawari (satellite météorologique)

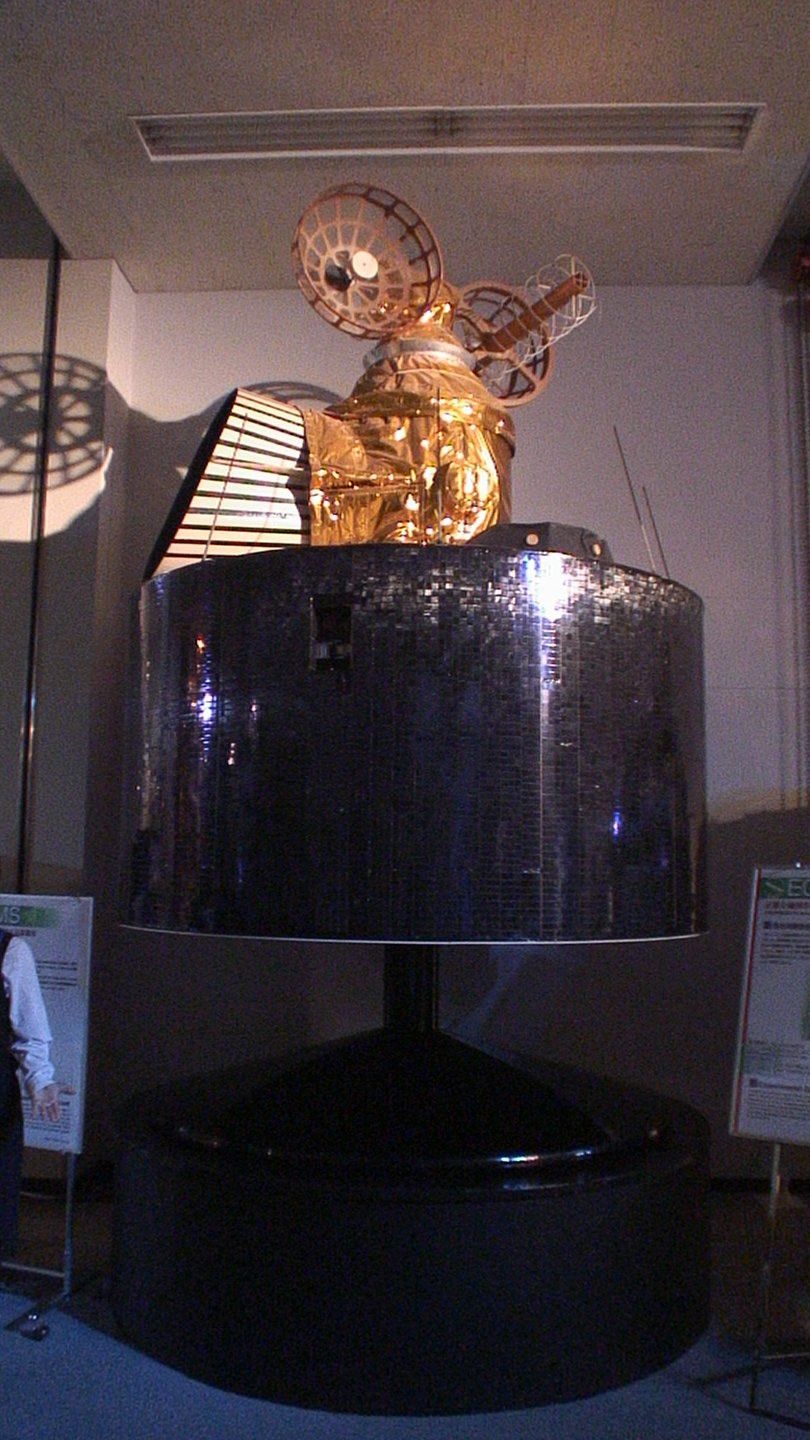
Le satellite GMS de la série Himawari.

Pour les articles homonymes, voir GMS et Himawari.
Himawari (ひまわり, tournesol) désigne une famille de satellites météorologiques circulant sur une orbite géostationnaire développés et exploités par l'agence météorologique du Japon (JMA) depuis 1977. De 1977 à 1994, les 5 premiers sont appelés GMS (Geostationary Meteorological Satellite) et sont dédiés exclusivement à la météorologie. Les suivants combinent données météorologiques et aides à la navigation aérienne. Leurs produits sont utilisés dans le cadre de la Veille météorologique mondiale par tous les pays du Pacifique.

## Historique
Le premier satellite de la série, de type GMS, est lancé le 16 juillet 1977 par un lanceur américain. Les GMS suivants sont montés sur des lanceurs de l'agence nationale de développement spatial du Japon (National Space Development Agency) depuis 1981. Le but de ces satellites est de collecter les données atmosphériques, les disséminer sous formes numériques ou analogiques, et de participer ainsi à la veille météorologique mondiale. Ces satellites sont la contribution du Japon au programme GARP. Ils sont également des capteurs pour suivre les particules solaires.

### GMS-1 à 5 (1977-1995)
Chaque satellite de la série GMS est composé d'un corps cylindrique contenant les antennes orientées vers la Terre et d'une section centrale qui effectue cent rotations par minute. Cette dernière contient les capteurs dans les spectres visible et infrarouge permettant de sonder l'atmosphère terrestre.  

### MTSAT (1999-2006)
La série Multi-Functional Transport Satellite est exploité par le ministère du Territoire, des Infrastructures, des Transports et du Tourisme et l'Agence météorologique du Japon en remplacement du satellite GMS-5 à partir de 2005. Ils ont, en plus des capteurs météorologiques, une charge utile destinée à la navigation aérienne et servent également de relais pour les messages de stations météorologiques automatiques en régions éloignées où d'autres moyens de communications sont impraticables. Ceci permet d'étendre sa vie utile jusqu'au 4 décembre 2015.

### Himawari 8 et 9 (2014-2016)
Himawari 8 et 9 sont des satellites développés pour remplacer les MTSAT à partir de 2014, avec des performances nettement améliorées. Les deux satellites utilisent une plate-forme MELCO DS-2000 stabilisée sur 3 axes. Les satellites ont une masse de 3,5 tonnes, dont 2,2 tonnes d'ergols, et leurs dimensions hors tout une fois leurs appendices déployés sont de 5,2 m (axe X) x 8,0 m (axe Y) x 5,3 m (axe Z). Les panneaux solaires produisent 2,6 kW. Les satellites sont conçues pour une durée de vie de 8 ans pour la charge utile et 15 ans pour la plate-forme. Les télécommunications sont assurées en bande Ku, en UHF et en bande Ka (débit de 66 mégabits/s.

## Liste des lancements
| Nom                   | Date de lancement (UTC) | Lanceur     | Centre de lancement | Masse                           |
| --------------------- | ----------------------- | ----------- | ------------------- | ------------------------------- |
| Himawari 1 (GMS-1)    | 14 juillet 1977         | Delta 2914  | Cap Canaveral       | 325 kg                          |
| Himawari 2 (GMS-2)    | 11 aout 1981            | N-II (N8F)  | Tanegashima         | 296 kg                          |
| Himawari 3 (GMS-3)    | 3 aout 1984             | N-II (N13F) | Tanegashima         | 303 kg                          |
| Himawari 4 (GMS-4)    | 6 septembre 1989        | H-I (H20F)  | Tanegashima         | 325 kg                          |
| Himawari 5 (GMS-5)    | 18 mars 1995            | H-II (3F)   | Tanegashima         | 344 kg                          |
| MTSAT-1 (Mirai 1)     | 15 novembre 1999        | H-II (F8)   | Tanegashima         | 2 900 kg (masse sèche 1 250 kg) |
| MTSAT-1R (Himawari 6) | 26 février 2005         | H-IIA (F7)  | Tanegashima         | 2 900 kg (masse sèche 1 250 kg) |
| MTSAT-2 (Himawari 7)  | 18 février 2006         | H-IIA (F9)  | Tanegashima         | 2 900 kg (masse sèche 1 250 kg) |
| Himawari 8            | 7 octobre 2014          | H-IIA (F25) | Tanegashima         | 3,5 tonnes (masse sèche 1,3 t)  |
| Himawari 9            | 2 novembre 2016         | H-IIA (F31) | Tanegashima         | 3,5 tonnes (masse sèche 1,3 t)  |

## Couverture

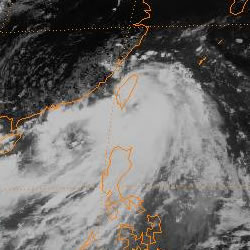
Vue de la tempête tropicale Caitlin prise par le satellite GMS-4, le 3 août 1994.

Les GMS sont placés sur une orbite géostationnaire à environ 140° E de longitude et permettent de couvrir les régions du Pacifique ouest, de l'Arctique à l'Antarctique, à une fréquence de 30 minutes entre chaque image.